# Par (Cornwall)
Par is een dorp en vissershaven 6 km ten oosten van St Austell, aan de zuidkust van Cornwall (Groot-Brittannië) met ongeveer 1400 inwoners. Ten zuiden van het dorp ligt Par Harbour en het brede strand van Par Sands. Een tweede kleiner strand ligt bij Spit Point aan de andere kant van de haven. Het wandelpad South West Coast Path loopt met een bocht door het dorp om deze stranden heen.
De ontwikkeling van de haven leidde tot uitbreiding van het dorp, dat zich in het midden van de negentiende eeuw afsplitste van de parochie St Blazey in het noorden. Het doortrekken van de spoorlijn vanuit Plymouth naar Truro in 1859 lokte verdere uitbreiding noordwaarts uit richting Tywardreath. De grenzen tussen de drie parochies (parishes) zijn niet scherp.
Het station van Par wordt gebruikt door bezoekers aan het nabijgelegen Eden Project.
De schrijfster Daphne du Maurier, die zich liet inspireren door Par en omgeving, overleed hier in 1989.